# Lentikulární kniha
Lentikulární kniha je vytvářena za pomoci technologie lentikulárního tisku. Tento speciální druh tisku umožňuje vznik knihy, jejíž text je doprovázen obrázky s 3D grafikou. Obrázky lentikulární knížky vzbuzují iluzi hloubky nebo se proměňují v závislosti na úhlu pohledu. Lentikulární kniha je proto označována také jako stereoskopie nebo 3D knížka. První celosvětově tištěnou 3D lentikulární knihou s příběhem je Lentibook Pirate Girl.

## Technologie lentikulárního tisku
Technologie lentikulárního tisku a stereoskopie je složitá metoda výroby obrazového materiálu, který umožňuje prostorový zrakový vjem. Existují různé druhy lentikulárního tisku, přičemž technologie se postupně vyvíjela od jednodušších metod ke složitějším. Prvotně šlo o kombinaci dvou střídajících se fotografií. S touto základní aplikací lentikulárního tisku se můžeme setkat například u dětských pravítek s proměnlivými obrázky v závislosti na sklonu pravítka a úhlu pohledu. Postupně se technologie zdokonalovala a umožnila vytváření obrázků s 3D stereoskopickými efekty, které jsou využívány například na plakátech, poutačích nebo pohlednicích. Tento rozvinutý technologický postup 3D stereoskopických efektů je využíván při výrobě lentikulární knížky.

## Současný trend lentikulární knížky
V současné době se lentikulární knížka vyvíjí jako moderní verze klasických dětských knížek, která nabízí pestrý, zábavný a inspirující obrazový materiál, který rozvíjí dětskou fantazii. S rozvíjející se technologií se vyvíjí i kvalita obrázků v lentikulární knížce, které jsou stále dokonalejší a variabilnější. Díky tomu je možné 3D knížku využít k zabavení dítěte, ale také jako didaktickou pomůcku, která přivádí a motivuje ke čtení a soustředění.

## Výroba obrázků s 3D efektem
Výroba obrázků s 3D efektem je velice náročná co do složitosti technologických postupů, tak z hlediska časového a finančního. Tisk obrázku o velikosti 6×9 cm zabere cca tři a půl minuty a cena se pohybuje zhruba mezi 119 a 298 Kč za jeden snímek této velikosti. Celý proces výroby obnáší složitou přípravu podkladů, kdy dochází k animaci obrázků ve speciálních 3D programech, náročnou přípravu pro tisk a použití výkonné a drahé tiskárny. Lentikulární technologie má značnou výrobní tradici právě v České republice. Českým výrobkem je také výše zmíněná lentikulární kniha Lentibook Pirate Girl neboli Pirátka Kačenka.